# Galgenveld (Gouda)
Het galgenveld in Gouda lag oorspronkelijk op een terrein aan de Gouwe tussen het huidige Regentesseplantsoen en de Nieuwehaven. In de 15e eeuw werd het galgenveld verplaatst naar een terrein buiten de stad langs Schielands Hoge Zeedijk.

## Geschiedenis

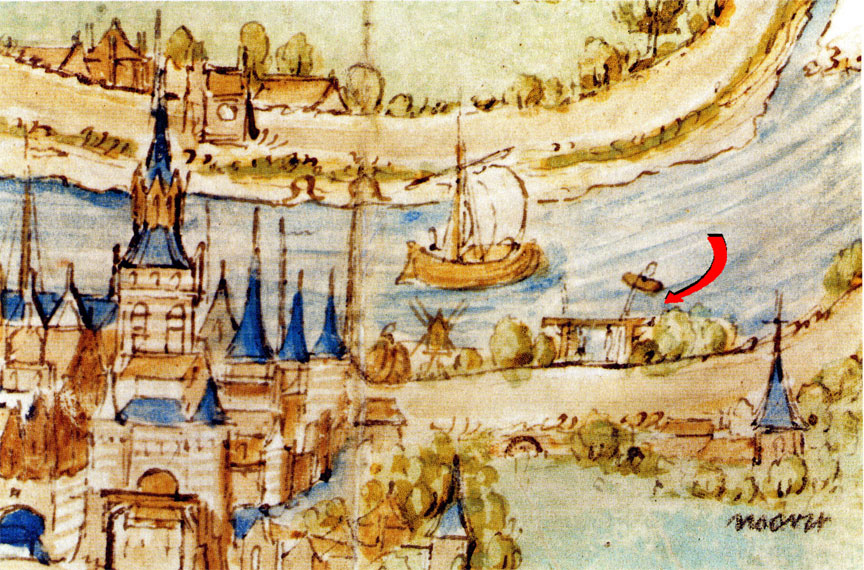
Detail van een kaart van Gouda door Pieter Dirksz Crabeth uit 1520, de rode pijl verwijst naar het ten westen van Gouda, aan de Hollandse IJssel, gelegen galgenveld
(noorden onder en zuiden boven)

Het galgenveld lag oorspronkelijk in de 14e eeuw net buiten de toenmalige bebouwing aan de Gouwe. Tot in de twintigste eeuw werd dit terrein langs de Gouwe, ook in officiële gemeentelijke stukken, nog aangeduid als het Galge(n)veld. Op deze plaats werden, volgens de meest recente geschiedbeschrijving, meer 'onfrisse zaken' geconcentreerd. Aan de overzijde van het galgenveld bevond zich het leprooshuis. Ook de schepen met brouwersafval, dat diende als varkensvoer, werden alleen op deze plek geduld. Later, na de uitbreiding van de stad, werden al deze 'onfrisse zaken' verplaatst naar een plek buiten de stadsmuren. Ook het galgenveld werd in de 15e eeuw verplaatst naar een stuk buitendijksland bij de IJssel buiten de Dijkspoort, ten westen van de stad aan Schielands Hoge Zeedijk.
Volgens de Goudse historicus Schrijvers is het gebied aan de Gouwe geen galgenveld geweest, maar is de naam afgeleid van gallich (gagel) voor de bereiding van bier, die op deze plek geteeld zou zijn. Ook de voormalige gemeentearchivaris dr. L.A. Kesper vermoedde een verband tussen de namen gagel en galgenveld. Volgens Scheygrond berustte de veronderstelde relatie tussen gagel en galgenveld echter op een misverstand veroorzaakt door een verschrijving in het kohier van het Lantaarn- en Clapgelt in 1678, waar de naam abusievelijk als Gagelkamp werd geschreven. Ook Van Eijk wijst er in dit verband op, dat op de stadskaart van 1560 op deze plek aan de Gouwe een galg is getekend. Ook de schrijvers van de meest recente stadsgeschiedenis van Gouda lijken de opvatting van Scheygrond en Van Eijk te delen, dat dit terrein aan de Gouwe gefungeerd heeft als galgenveld.
De voltrekking van de vonnissen vond veelal plaats op het schavot bij het stadhuis. De lijken werden vervolgens tentoongesteld op het galgenveld. De laatste terechtstelling was die in juni 1860 van Pieter Pijnacker, een boerenknecht uit Reeuwijk, die veroordeeld werd tot ophanging aan de galg vanwege diefstal en moord. Het galgenveld aan Schielands Hoge Zeedijk was toen al niet meer in gebruik, de terechtstelling vond plaats op het schavot bij het stadhuis.
Volgens Jelgersma zou er ook aan de oostzijde van Gouda, in het land van Steijn een galgenveld hebben gelegen. Op de stadsplattegrond van Jacob van Deventer staat echter alleen het galgenveld aan de westzijde van de stad ingetekend. Volgens Bontebal is er waarschijnlijk sprake van een vergissing, omdat Jelgersma zich zou hebben gebaseerd op een kaart uit 1520 (zie afbeelding), waar het kaartnoorden aan de onderzijde en de galg dus ten westen van de stad staat afgebeeld en niet ten oosten zoals door Jelgersma werd aangenomen.